# 21726 Rezvanian
A 21726 Rezvanian (ideiglenes jelöléssel 1999 RB134) a Naprendszer kisbolygóövében található aszteroida. A LINEAR projekt keretében fedezték fel 1999. szeptember 9-én.